# Diporeia brevicornis
Diporeia brevicornis är en kräftdjursart som först beskrevs av Segerstråle 1937.  Diporeia brevicornis ingår i släktet Diporeia och familjen Pontoporeiidae. Inga underarter finns listade i Catalogue of Life.